# Heterokephalie
Heterokephalie bezeichnet eine soziologische Herrschaftsstruktur (oder einen Verband) und kann im Sinne von „Fremdherrschaft“ gebraucht werden. Heterokephalie steht im Gegensatz zu Autokephalie. Kephalie hingegen beschränkt sich auf den führenden Kopf. Autonomie und Heteronomie beschreiben nicht die Herrschaftsstrukturen, sondern den Grad der Abhängigkeit. Man kann also nicht von Heterokephalie auf Heteronomie schließen.